# Herrensitz Harpftesham

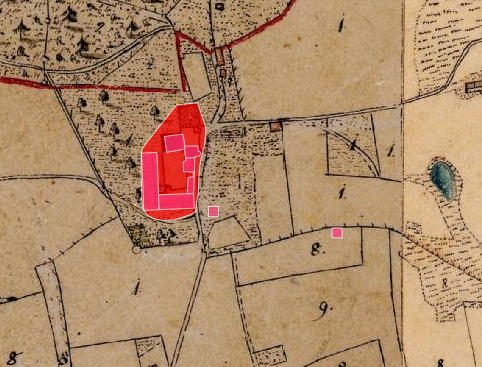
Lageplan von Herrensitz Harpfetsham auf dem Urkataster von Bayern

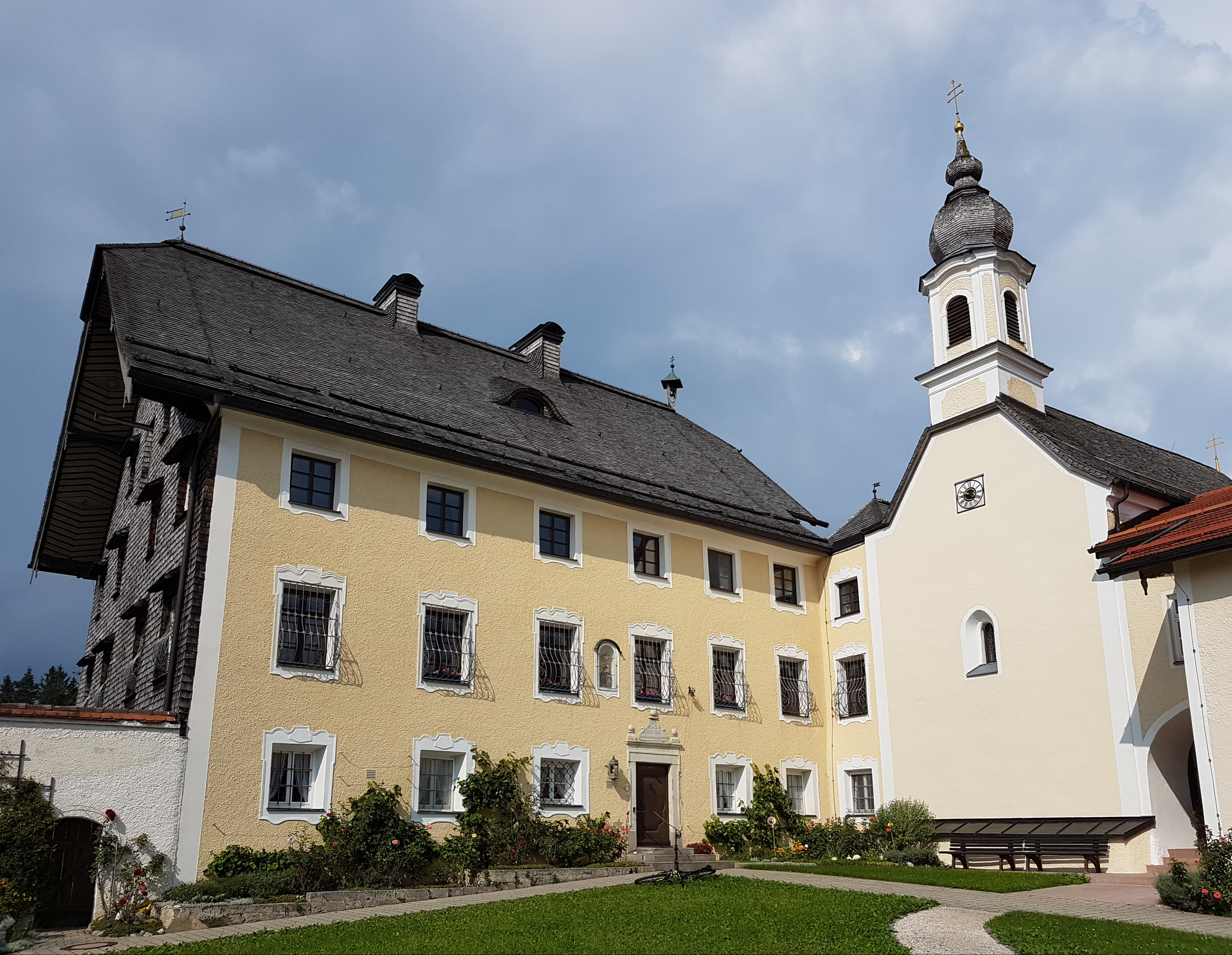
Pfarrhof Harpfetsham mit der Pfarrhofkapelle St. Jakobus (2019)

Der abgegangene Herrensitz Harpftesham befand sich in Harpftesham, einem Gemeindeteil der Gemeinde Palling im oberbayerischen Landkreis Traunstein. „Untertägige mittelalterliche und frühneuzeitliche Befunde im Bereich des ehemaligen Adelssitzes und späteren Pfarrhofes Harpfetsham mit der Pfarrhofkapelle St. Jakobus und ihrer Vorgängerbauten“ werden als Bodendenkmal unter der Aktennummer D-1-8041-0219  geführt.

## Geschichte
Bis 1200 befand sich hier der Sitz von Ministerialen des Hochstifts Salzburg. Nach dem Erlöschen der Herren von Harpftesham wurde der Sitz mitsamt der umfangreichen Landwirtschaft den Pfarrern von Palling zugewiesen. 1245 ist erstmals die Pfarrhofkapelle und 1278 ein Pfarrer auf Harpfetsham urkundlich nachgewiesen. Bis zum 19. Jahrhundert entstand hier ein stattlicher Pfarrhof, der bis 1941 in dieser Funktion war und heute als Bildungs- und Erholungshaus der Franziskanerinnen von Schönbrunn dient.

## Beschreibung
Von dem ehemaligen Herrensitz ist oberirdisch nichts mehr erhalten. An der Stelle entstand hier ein Pfarrhof mit der Pfarrhofkapelle St. Jakobus.